# Paternion
Paternion (słoweń. Špatrjan) – gmina targowa w Austrii, w kraju związkowym Karyntia, w powiecie Villach-Land. Liczy 5896 mieszkańców (1 stycznia 2015).

## Współpraca
Miejscowość partnerska:
- Ladenburg, Niemcy